# Zweckentfremdungsverbot-Gesetz (Berlin)
Das Zweckentfremdungsverbotsgesetz (ZwVbG) ist ein Berliner Landesgesetz, das die zweckfremde Nutzung von Wohnraum verbietet. Zusammen mit der Zweckentfremdungsverbotsverordnung (ZwVbVO) regelt es im Wesentlichen, dass innerhalb des Land Berlin Wohnungen nur zu Wohnzwecken genutzt werden dürfen, es sein denn, man verfügt über eine entsprechende Ausnahmegenehmigung.

## Grundsätzliches
Das Zweckentfremdungsverbotsgesetz (ZwVbG) ist ein Verbotsgesetz mit Genehmigungsvorbehalt. Dies bedeutet, dass die Nutzung einer Berliner Wohnung außerhalb zu regulären Wohnzwecken grundsätzlich untersagt ist und man hierfür eine Genehmigung benötigt. Das ZwVbG sieht jedoch auch einzelne Ausnahmen vor, in welchen keine Zweckentfremdung vorliegt oder keine Genehmigung notwendig ist.
Ein Verstoß gegen das Zweckentfremdungsverbot stellt eine Ordnungswidrigkeit dar und kann mit einer Geldbuße bis zu 500.000 Euro geahndet werden. Als Landesrecht gilt das Gesetz innerhalb des Land Berlin. Ausgeführt wird das ZwVbG durch die Berliner Bezirksämter.

## Zweckentfremdung
Gemäß § 2 Absatz 1 ZwVbG liegt eine Zweckentfremdung vor, wenn Wohnraum zu anderen als Wohnzwecken genutzt wird. Dies beinhaltet nach Tagen oder Wochen bemessene Vermietungen als Ferienwohnung oder gewerbliche Zimmervermietung, sonstige gewerbliche Nutzungen, bauliche Veränderungen zur Nichteignung von Wohnraum, Leerstand von mehr als drei Monaten (bei Sanierungsarbeiten bis zu zwölf Monaten) sowie Abriss.
Eine reguläre Untervermietung von mehr als sechs Monaten mit einem regulären Untermietvertrag stellt keine Zweckentfremdung dar. Für gewerbliche Nutzungen von Wohnraum, die bereits vor Inkrafttreten des ZwVbG im Dezember 2013 vorlag, gilt ein Bestandsschutz bis zur Aufgabe der konkreten gewerblichen Nutzung.
Nach einem Urteil des Landgerichts Berlin vom September 2021 stellt die Nutzung einer Wohnung als Zweitwohnung ebenfalls keine Zweckentfremdung dar; eine entsprechend begründet der Kündigung der Vermieterin lehnte das Gericht daher ab.

## Ausnahmen vom Zweckentfremdungsverbot
Das ZwVbG sieht einige Ausnahmen vor, in welchen keine Zweckentfremdung vorliegt oder eine zweckfremde Nutzung genehmigt werden kann.

### Untervermietung von maximal 49 Prozent der Wohnfläche einer Berliner Hauptwohnung
Gemäß § 2 Absatz 2 Nummer 5 in Verbindung mit § 5 Absatz 6 ZwVbG kann ein Abschnitt von maximal 49 Prozent einer selbst genutzten Berliner Hauptwohnung genehmigungsfrei als Gästezimmer untervermietet werden. Gemeinsam genutzte Bereiche der Wohnung (in der Regel Flur, Badezimmer und Küche) werden dabei mit je 50 Prozent berechnet.
Eine Untervermietung muss zuvor mittels eines speziellen Formulars, zusammen mit einer Grundrisszeichnung der Wohnung, einer Fotokopie der Meldebestätigung oder des Personalausweises sowie einer Fotokopie des Mietvertrags oder des Grundbuchauszugs dem zuständigen Berliner Bezirksamt wahlweise postalisch, per Fax oder per E-Mail angezeigt werden. Bei Vorlage aller Voraussetzungen erteilt das Bezirksamt eine Registriernummer, welche bei der Anwerbung des Gästezimmers angegeben werden muss.

### Genehmigung für die zeitweise Ferienwohnungsvermietung
Gemäß § 3 Absatz 3 Nummern 2 und 3 ZwVbG kann eine Genehmigung zur zeitweisen Ferienwohnungsvermietung erteilt werden. Eine Genehmigung wird für zwei Jahre erteilt, allerdings bei einer Nebenwohnung in der Regel nur für maximal 90 Tage im Jahr. Mit der Genehmigung wird eine Registriernummer erteilt, welche bei der Anwerbung des Gästezimmers angegeben werden muss.
Zur Stellung des Antrags muss das entsprechende Formular zusammen mit einer Fotokopie der Meldebestätigung oder des Personalausweises, einer Fotokopie des Mietvertrags oder des Grundbuchauszugs sowie bei Mietwohnungen einer schriftlichen Erlaubnis des Vermieters zur tageweisen Ferienwohnungsvermietung dem zuständigen Berliner Bezirksamt wahlweise postalisch, per Fax oder per E-Mail zugesendet werden.

### Genehmigung zur zweckfremden Nutzung (einschließlich bauliche Änderung) von Wohnraum
Gemäß § 2 Absatz 1 Nummern 1–3 ZwVbG kann eine Genehmigung zur befristeten oder dauerhaften zweckfremden Nutzung von Wohnraum außer einer Ferienwohnungsnutzung, z. B. zur gewerblichen Nutzung erteilt werden. Zur Stellung des Antrags muss das entsprechende Formular zusammen mit einer Antragsbegründung, einer Fotokopie des Grundbuchauszugs sowie ggf. weiterer Unterlagen dem zuständigen Berliner Bezirksamt wahlweise postalisch, per Fax oder per E-Mail zugesendet werden.

### Genehmigung zum Leerstand von Wohnraum
Gemäß § 2 Absatz 1 Nummer 4 ZwVbG kann eine Genehmigung zum Leerstand von Wohnraum für länger als zwölf Monaten erteilt werden, wenn der Leerstand zur Sanierung der Wohnung genutzt wird. Ein sanierungsbedingter Leerstand unter zwölf Monaten ist genehmigungsfrei.
Zur Stellung des Antrags muss das entsprechende Formular zusammen mit einer Fotokopie des Grundbuchauszugs, einem Bauablaufplan, einer Wohnflächenberechnung sowie ggf. weiterer Unterlagen dem zuständigen Berliner Bezirksamt wahlweise postalisch, per Fax oder per E-Mail zugesendet werden.

### Genehmigung zum Abriss von Wohnraum
Gemäß § 2 Absatz 1 Nummer 5 ZwVbG kann eine Genehmigung zur Beseitigung von Wohnraum erteilt werden. Wohnraum darf laut § 3 Absatz 1 ZwVbG nur gegen die Errichtung von vergleichbarem Ersatzwohnraum abgerissen werden.
Zur Stellung des Antrags muss das entsprechende Formular zusammen mit einer Fotokopie des Grundbuchauszugs, einer Antragsbegründung, einer tabellarischen Gegenüberstellungen der Wohnungsdaten des Alt- und Neubaus, dem Formular über den Ersatzwohnraum sowie ggf. weiterer Unterlagen dem zuständigen Berliner Bezirksamt wahlweise postalisch, per Fax oder per E-Mail zugesendet werden.

### Ausstellung eines Negativattests
Soweit für die Nutzung von Räumlichkeiten zu anderen als Wohnzwecken eine Genehmigung nicht erforderlich ist, ist gemäß § 5 ZwVbVO auf Antrag ein Negativattest auszustellen. Ein solches Negativattest kann befristet ausgestellt werden, um einen Bestandsschutz für eine bereits vor Dezember 2013 aufgenommene gewerbliche Nutzung zu bescheinigen, oder unbefristet ausgestellt werden, wenn eine zu Wohnraum gewidmete Einheit aufgrund seiner Beschaffenheit keinen schützenswerten Wohnraum mehr darstellt.
Zur Stellung des Antrags muss das entsprechende Formular zusammen mit einer Antragsbegründung, einer Kopie des Grundbuchauszugs sowie ggf. weiterer Unterlagen dem zuständigen Berliner Bezirksamt wahlweise postalisch, per Fax oder per E-Mail zugesendet werden.

## Geschichte
Bereits in den 1980er Jahren existierte ein dem heutigen Zweckentfremdungsverbotsgesetz ähnelndes Gesetz, welches in den 2000er außer Kraft gesetzt wurde. Da seit den 2010er Jahren der Wohnungsmarkt in Berlin in Folge verstärkten Zuzugs zunehmend angespannter wurde, legte die Landespolitik den Fokus auf die mittlerweile stark gestiegene gewerbliche Nutzung von Wohnungen, vor allem als Ferienwohnungen.
Im Jahr 2013 beschloss das Berliner Abgeordnetenhaus auf Vorschlag des rot-schwarzen Senats unter Klaus Wowereit das Zweckentfremdungsverbotsgesetz, welches am 12. Dezember 2013 in Kraft trat. Eine Gesetzesnovelle im Jahr 2018 veränderte einzelne Bereiche und erlaubt unter anderem die genehmigungsfreie Untervermietung von maximal 49 Prozent der Wohnfläche einer Berliner Hauptwohnung nach Erteilung einer entsprechenden Registriernummer durch das zuständige Bezirksamt.